# Voleibol nos Jogos Olímpicos de Verão da Juventude de 2010
As competições de voleibol nos Jogos Olímpicos de Verão da Juventude de 2010 foram disputadas entre 21 e 26 de agosto no Toa Payoh Sports Hall, em Singapura.

## Eventos
Foram realizados dois torneios, um masculino e um feminino. Uma equipe de cada continente foi determinada através dos respectivos camepeonatos continentais juvenis, totalizando 12 (seis equipes no masculino e seis no feminino).
| Grupo A                  | Grupo B                          |
| ------------------------ | -------------------------------- |
| Japão · Peru · Singapura | Bélgica · Egito · Estados Unidos |

| Grupo A                                          | Grupo B                 |
| ------------------------------------------------ | ----------------------- |
| República Democrática do Congo · Rússia · Sérvia | Argentina · Cuba · Irão |

## Calendário
| Agosto   | 14 | 15 | 16 | 17 | 18 | 19 | 20 | 21 | 22 | 23 | 24 | 25 | 26 |
| -------- | -- | -- | -- | -- | -- | -- | -- | -- | -- | -- | -- | -- | -- |
| Voleibol |    |    |    |    |    |    |    |    |    |    |    |    | 2  |

|  | Dia de competição |  | Dia de final |

## Medalhistas
| Evento             | Ouro | Prata | Bronze |
| ------------------ | --- | --- | --- |
| Feminino detalhes  | Laurine Klinkenberg Laura Heyrman Delfien Brugman Elien Ruysschaert Ilka van de Vyver Lore van den Vonder Sophie van Nimmen Mira Juwet Karolien Vleugels Tara Lauwers Lotte Penders Valerie El Houssine BEL Bélgica | Samantha Cash Crystal Graff Micha Hancock Natalie Hayes Christina Higgins Madison Kamp Elizabeth McMahon Katherine Mitchell Tiffany Morales Olivia Okoro Taylor Simpson Lauren Teknipp USA Estados Unidos | Cary Vásquez Brenda Daniela Uribe Grecia Herrada María Acosta Vivian Baella Alexandra Muñoz Lisset Sosa Katerinne Olemar Raffaella Camet Diana Gonzáles Clarivett Yllescas Sandra Chumacero PER Peru               |
| Masculino detalhes | Wilfredo León Alejandro González Carlos Alberto Araujo Juan Andrés León Alexis Lamadrid Yonder García Yulian Durán Dariel Albo Nelson Loyola Yassel Perdomo CUB Cuba                                                | Mauro Llanos Luciano Verasio Leonardo Plaza Federico Martina Gonzalo Lapera Ramiro Núñez Esteban Martínez Gonzalo Quiroga Tomás Ruiz Ezequiel Palacios Nicolás Méndez Damián Villalba ARG Argentina       | Vladimir Manerov Bogdan Glivenko Ivan Komarov Dmitriy Solodilin Valentin Golubev Aleksander Shchurin Filipp Mokievsiy Alexey Tertyshnikov Konstantin Osipov Ilya Nikitin Vadim Zolotukhin Maxim Kulikov RUS Rússia |

## Quadro de medalhas
| Ordem | País               | Medalha de ouro | Medalha de prata | Medalha de bronze |   |
| ----- | ------------------ | --------------- | ---------------- | ----------------- | - |
| 1     | BEL Bélgica        | 1               |                  |                   | 1 |
|       | CUB Cuba           | 1               |                  |                   | 1 |
| 3     | ARG Argentina      |                 | 1                |                   | 1 |
|       | USA Estados Unidos |                 | 1                |                   | 1 |
| 5     | PER Peru           |                 |                  | 1                 | 1 |
|       | RUS Rússia         |                 |                  | 1                 | 1 |
| TOTAL | TOTAL              | 2               | 2                | 2                 | 6 |